# Język kryzyjski
Język kryzyjski (nazwa własna КърыцIаь мез) – język Kryzów, zamieszkujących północną część Azerbejdżanu. Należy do zespołu samurskiego, podgrupy dagestańskiej w grupie północno-wschodniej (nachsko-dagestańskiej) języków kaukaskich.
Według danych szacunkowych z 2007 r. posługuje się nim 5–8 tys. osób. Jego użytkownicy zamieszkują kilka miejscowości w północnym Azerbejdżanie, w tym Kryz. Pozostałe skupiska użytkowników występują w innych zakątkach kraju. Nazwa języka wywodzi się od nazwy największej wsi, w której zamieszkują użytkownicy języka.
Język kryzyjski genetycznie najbliżej spokrewniony jest z językiem buduchyjskim. Wśród języków zespołu samurskiego, kryzyjski wyróżnia się stosunkowo rozbudowanym wokalizmem oraz ograniczonym użyciem spółgłosek abruptywnych.
Językoznawcy wyróżniają trzy dość różniące się między sobą dialekty języka kryzyjskiego: kryzyjski, chaputlijski oraz dżekijski, a także kilka drobniejszych gwar lokalnych. Różnice między poszczególnymi dialektami zasadniczo nie uniemożliwiają porozumienia między ich użytkownikami.
W literaturze dialekty chaputlijski i dżekijski bywały wzmiankowane jako odrębne języki, ale zostały ostatecznie uznane za dialekty kryzyjskie. Według Ethnologue (wyd. 22, 2019) różnice między dialektami są dość znaczące.
Język ten nie wykształcił piśmiennictwa. Zdecydowanie zagrożony wymarciem. Jest używany wyłącznie w sytuacjach nieformalnych, w domu, wśród przyjaciół. W edukacji i komunikacji ponadlokalnej wykorzystywany jest język azerski. Azerski służy również jako język literacki. W niektórych wsiach kryzyjski został silnie przekształcony pod wpływem azerskiego. Niemniej we wsiach górskich azerski znany jest w ograniczonym zakresie, a kryzyjski pozostaje preferowanym środkiem komunikacji u wszystkich grup wiekowych.